# ルートヴィヒ・フォン・フランクル

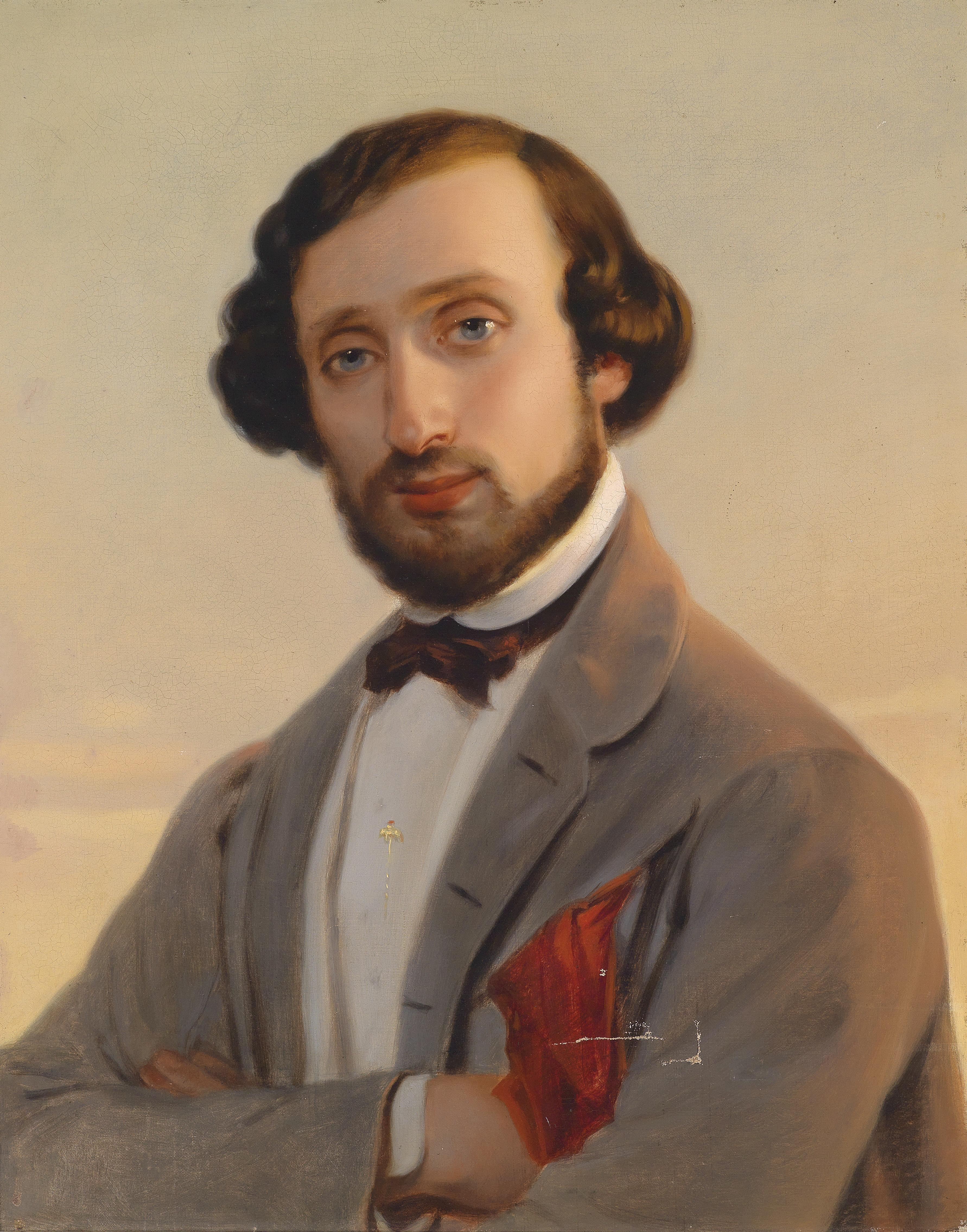
ルートヴィヒ・フォン・フランクル（レオポルト・ポラック画）

ルートヴィヒ・アウグスト・リター・フォン・フランクル＝ホッホヴァルト（Ludwig August Ritter von Frankl-Hochwart、1810年2月3日 - 1893年/1894年3月12日）は、ボヘミア出身のオーストリアの医師・作家。ムジーク・フェアアインの指導者である。ニコラウス・レーナウの友人。

## 生涯
1810年2月3日にボヘミア・クラストで生まれた。兄弟には、商人でプラハの商業学校を創設したダーヴィド・ベルンハルト・フランクルと、ウィーン貿易学校やウィーン中央墓地を設立した帝国・市会議員のヴィルヘルム・フランクルがいる。
1856年、エルサレムにユダヤ人学校のフラウ・エリーゼ・フォン・ヘルツ＝レーメル学校（Frau Elise von Herz-Lämel Schule）を設立した。
叙事詩・バラッド・風刺詩などがあり、その多くは英語訳されている。日本語訳は今のところないようである。
1894年3月12日にウィーンで死去した。

## 家族と親戚
フランクルは、プラハの商人で銀行家のヘルマン・ヴィーナーとその妻テレーゼ・フォン・レーメルの娘パウラ・ヴィーナー（1834年生）と結婚し、二人の息子ロータール・リター・フォン・フランクル＝ホッホヴァルト（1862-1914）は神経学者である。甥にはウィーン音楽院の教授を務めた音楽学者のパウル・ヨーゼフ・フランクル（1892-1976）がいる。タルムード学者でラビのツァハリアス・フランケルとは遠戚である。

## 参考資料

### 伝記資料
- Wurzbach, Biographisches Lexikon der Oesterreichisch-Ungarischen Monarchie;
- Brockhaus, Konversations-Lexikon;
- Meyers Konversations-Lexikon;
- La Grande Encyclopédie;
- Die Neuzeit, 1894, No. 11;
- Oesterreichische Wochenschrift, 1894, No. 11.S. S. Man

### 記事制作者
- Isidore Singer & S. Mannheimer